# Root Cause
Root Cause é um filme de 2018, semelhante a um documentário, mas sem base científica. Foi disponibilizado por plataformas virtuais como Netflix, Google Play, Amazon Prime e Vimeo.
Foi produzido por Frazer Beiley, apresentando sua experiência com um tratamento de canal e os supostos problemas de saúde que ele enfrentou como consequência desse tratamento. Apresenta depoimentos dos dentistas Weston Price [en] e Hal Huggins [en] e do químico Boyd Haley [en] apoiando as alegações de Beiley. Price, Higgins e Halley são relacionados a tratamentos desacreditados de medicina alternativa e outras pseudociências.
O filme foi recebido com duras críticas por dentistas e especialistas em odontologia por apresentar teorias científicas obsoletas sem fundamento na medicina baseada em evidências e pelas implicações éticas da desinformação que o filme representa. Em fevereiro de 2019 foi removido do portal Netflix, continuando disponível nas demais plataformas e também no Vimeo.

## Recepção
Em janeiro de 2019, o filme começou a ser criticado em blogs e redes sociais por dentistas do Brasil, dos Estados Unidos e da Itália. Em resposta aos pedidos de seus membros, associações profissionais de odontologia como o Conselho Regional de Odontologia de São Paulo (CRO-SP), a Sociedade Brasileira de Endodontia junto com a Sociedad de Endodoncia Latinoamericana e a American Association of Endodontists [en] divulgaram documentos aos pacientes em que explicam as bases científicas do tratamento de canal e refutaram as alegações do filme por falta de fundamentação científica e distorção das evidências. O CRO-SP destacou que:
| “ | Não existe comprovação científica que relacione a incidência de neoplasias, doenças degenerativas, cardiopatias e outras patologias com o tratamento endodôntico. A Endodontia visa a manutenção do órgão dentário livre de infecção e sintomas. Avanços na técnica, nos materiais e no conhecimento da infecção endodôntica tornaram os tratamentos mais previsíveis, diminuindo muito o número de insucessos. | ” |

Os dentistas que o assistiram afirmam que o filme apresenta teorias científicas obsoletas, pseudocientíficas e conspiratórias relacionadas à odontologia, especialmente a endodontia. O filme afirma que câncer e doenças reumáticas, ortopédicas, cardíacas e urinárias são causadas pelo tratamento de canal, baseando-se na narrativa do autor e na opinião de divulgadores de terapias alternativas que não encontram suporte na medicina baseada em evidências. Os dentistas afirmaram ainda que a narrativa do filme apresenta os entrevistados como especialistas em odontologia, mas revelam que Higgins e Halley são antigos proponentes de terapias alternativas pseudocientíficas.